# Shun Akiyama
Pour les articles homonymes, voir Akiyama.
Shun Akiyama (ja, 秋山 駿), Akiyama Shun, né le 23 avril 1930 dans la préfecture de Tokyo, Japon, et mort dans cette ville le 2 octobre 2013, est un critique littéraire japonais.

## Biographie
Shun Akiyama naît à Ikebukuro, dans le bourg de Nishisugamo (ja), fusionné à Tokyo en 1932.
Akiyama étudie la littérature française à l'université Waseda. Il enseigne la littérature à l'université d'agriculture et de technologie de Tokyo et à l'université d'art de Musashino. En 1967, il publie Naibu no ningen (« L'homme intérieur »). Son étude critique consacrée à Oda Nobunaga est un succès et lui vaut d'être lauréat du prix Noma en 1996. Il est lui-même membre des comités de sélection pour divers prix littéraires.

## Sources
- John Scott Miller: "Historical dictionary of modern Japanese literature and theater", Scarecrow Press, 2009,  (ISBN 9780810858107), p. 5
- Rebecca L. Copeland: "Woman critiqued: translated essays on Japanese women's writing", University of Hawaii Press, 2006,  (ISBN 9780824829582), p. 53